# 985
985 је била проста година.

## Догађаји
- Исланђани, предвођени Ериком Црвеним, насељавају делове гренландске обале.

- Хајнрих II  је враћен за војводу Баварске од стране царице Теофане и њене свекрве Аделаиде на скупштини Хофтаг у Рору (Тирингија). Краљ Отон III (5 година) остаје под регентством две царице у Светом римском царству и у Краљевини Италији.
- Битка код Фирисвелира: Краљ Ерик Победнички побеђује шведску викиншку војску под командом Стирбјерна Јаког (његовог нећака) близу Упсале.
- 6. јул – Град Барселону су опљачкале маварске трупе под командом Ел-Мансура, де факто владара Ал-Андалуза (данашња Шпанија).
- Леди Вулфрун, англосаксонска племкиња, добија земљу од краља Етелреда II (Неспремног). Она оснива Хеантун који касније постаје град Вулверхемптон у Западном Мидлендсу.
- Раџа Чола I (кога многи сматрају највећим царем Чола царства) постаје владар династије Чола. Током своје владавине проширује своје поседе изван Јужне Индије.
- 20. јул – Антипапа Бонифације VII умире под сумњивим околностима у Риму. Наследио га је папа Јован XV као 137. папа Католичке цркве.
- Амалфитански бенедиктинци су основали једини латино хришћански манастир на Светој гори уз подршку Јована Иверског. Манастир ће трајати до 1287. године.

## Рођења
- Гизела од Баварске, краљица Мађарске (у. 1065)

## Смрти
- Харалд Плавозуби, краљ Данске и Норвешке